# 源蔵
源蔵（げんぞう）は、軍記物語である『土佐物語』において記述される力士。
『土佐物語』巻第七「小島源蔵相撲の事」において経歴がみられ、四国へ渡る経緯は次のように記されている。土佐国の武将長宗我部元親は相撲好きであったが、その頃、泉州（現大阪府泉南郡岬町多奈川小島）に源蔵という天下に名の知れた力士がいた。畿内に相手となる者がなく、東国へ渡り、それより北国･西国へと修行へ回ったが、たてつく者がなく、南海道を経て、土佐国に来て、前の浜（現南国市前浜）に宿をとった。その話を聞いた元親が姿を見てくるよう家臣にいった。その身長は6尺4、5寸（190センチ以上）、年齢は28、9歳というが、面構えは40歳にも見える。力は140、50人力はあるともいう。
元親は腕に覚えがある諸家臣を集めさせた。中でも長崎磯之助は80人力で、長宗我部親武はその磯之助に勝る。しかし、親武は長宗我部の名を汚しかねないとして、断った。久万兵庫俊政は体格から分析したことを説明する。天正元年（1573年）8月18日に場を取らせる。まず2人と対戦したが、源蔵が勝ち、次に俊政が相撲を取ることになった。俊政の背は5尺8、9寸（170センチ以上）ほどだったが、分析通りに事が運び、投げ勝った。天下に名の知れた源蔵に土佐の武士が勝ったことを元親は喜び、褒美として薙刀を給わる。源蔵には帷子（夏用の着物）を五つ、鳥目十貫を給わる。

## 備考
- 『土佐物語』の記述から逆算した生年は1544年（天文13年）前後となる（記述通り29歳前後とした場合）。